# 哥斯大黎加鐵路運輸

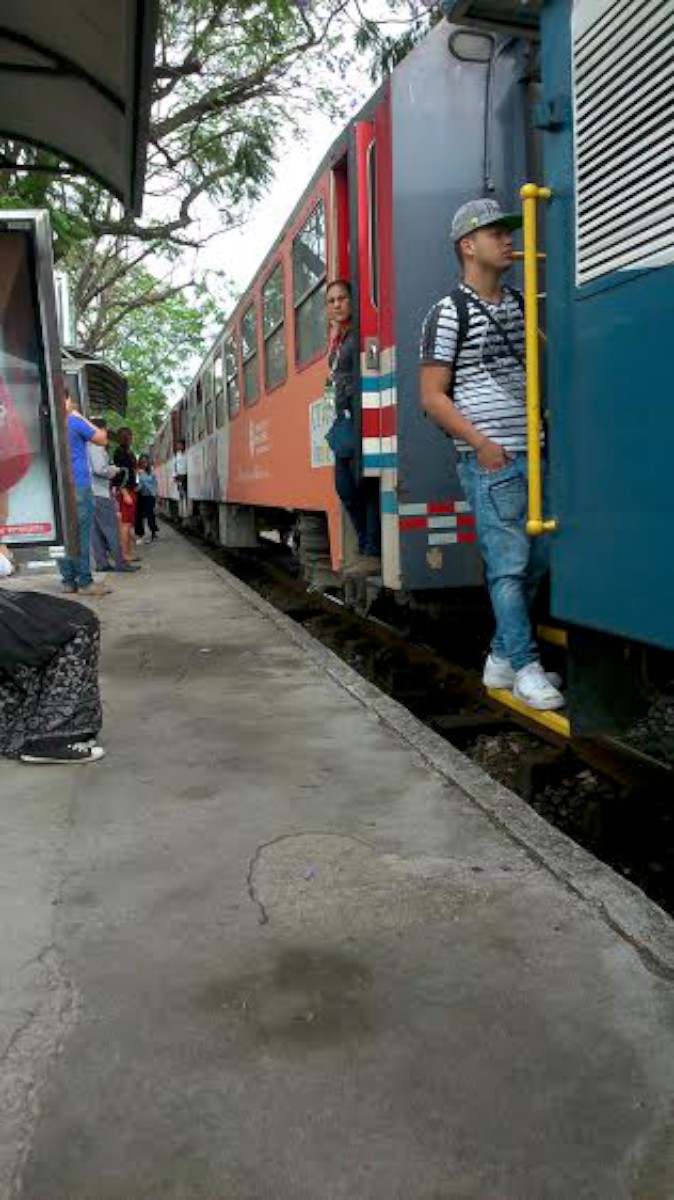
列車抵達聖荷西的Sabana-Contraloria車站。

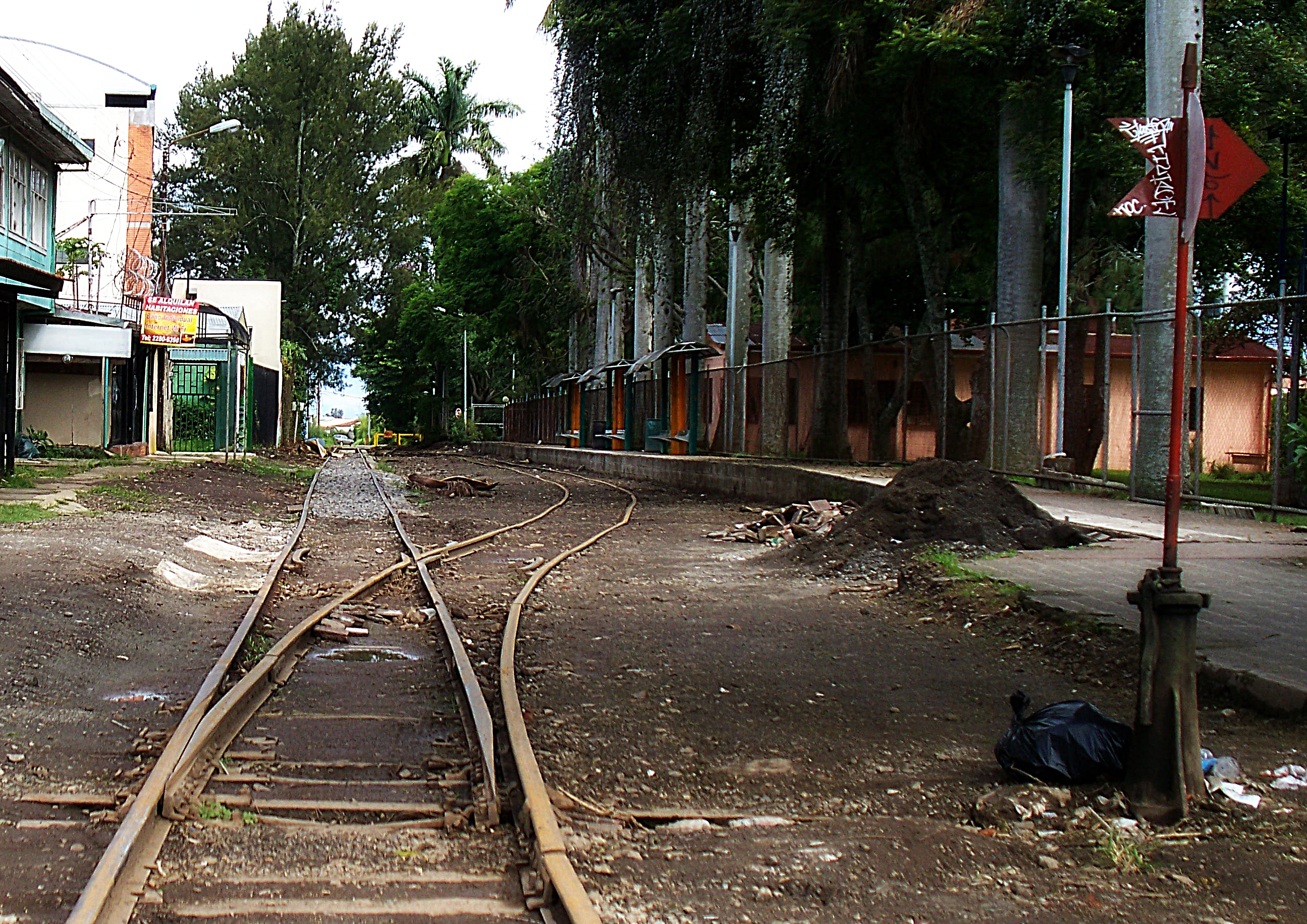
哥斯达黎加大学站，位於圣佩德罗，蒙特斯德奥卡。

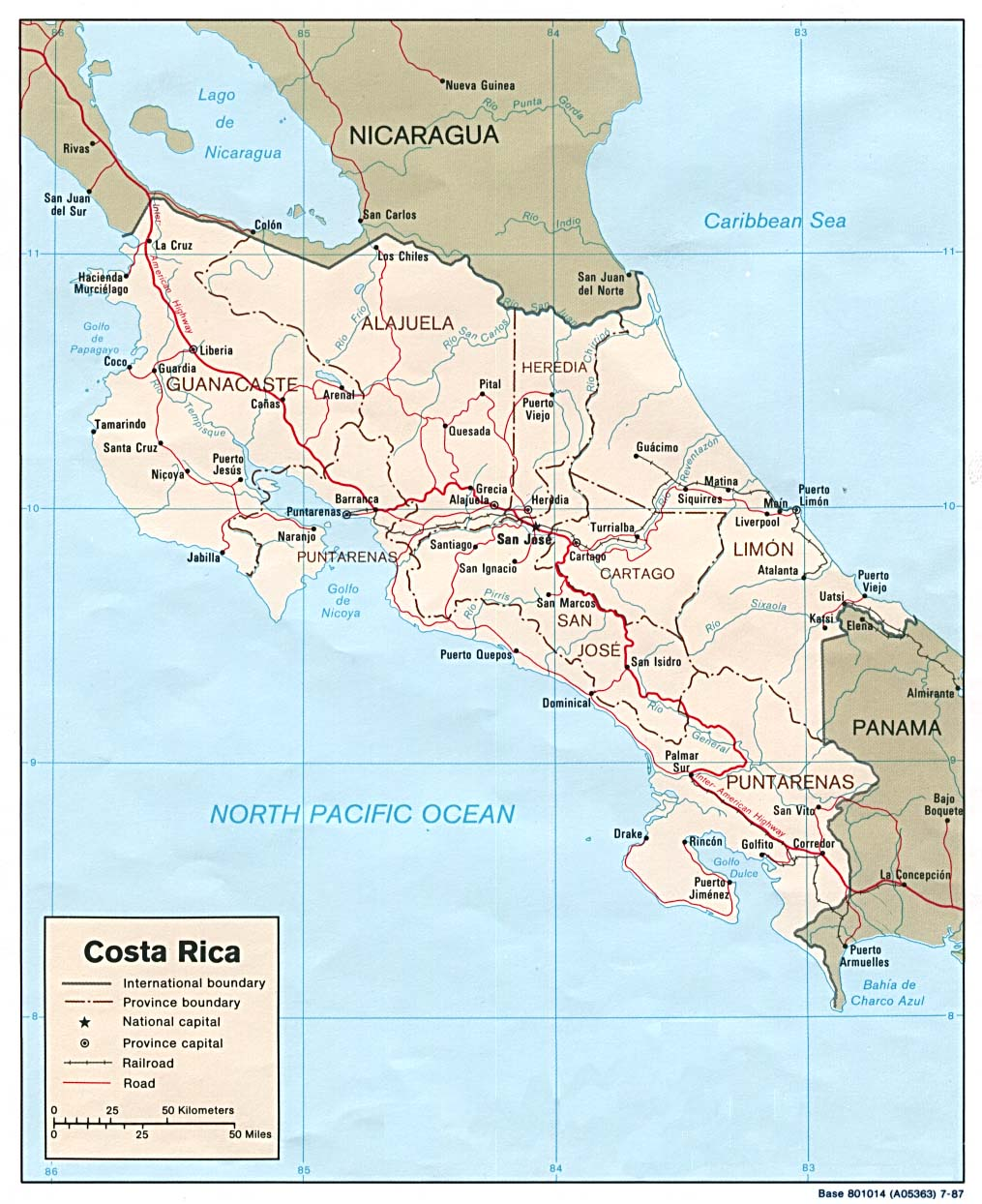
哥斯达黎加地图，显示自1987年的铁路线。

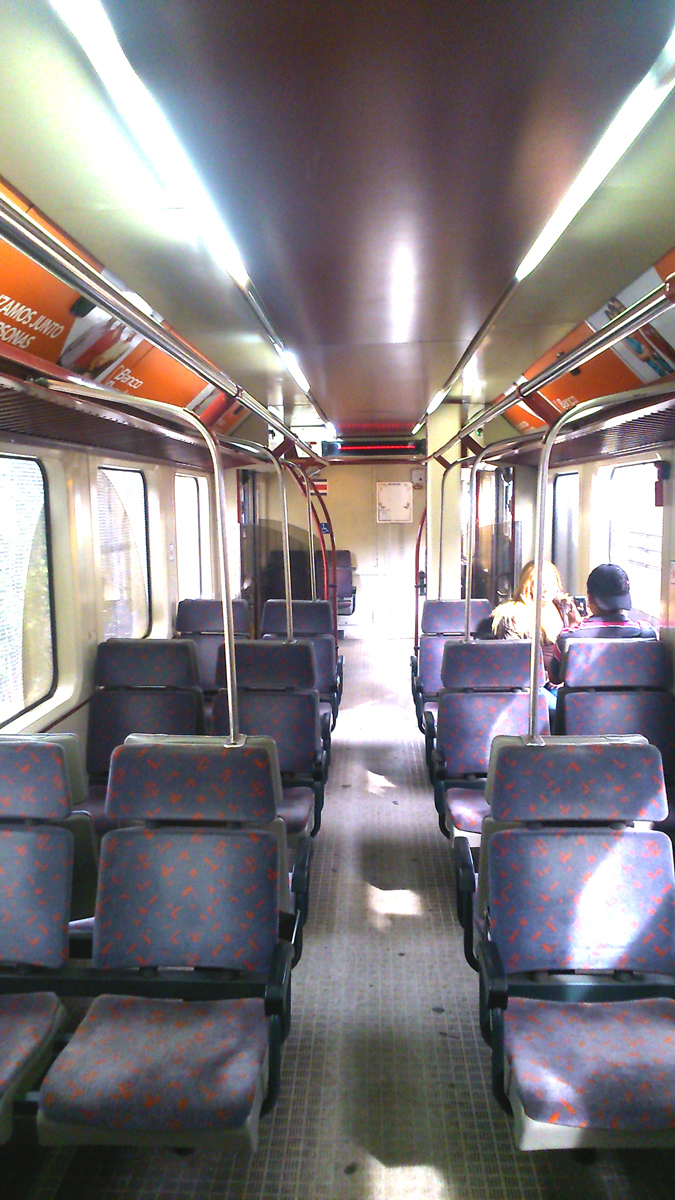
Apolo 2400型柴聯車的内部。

哥斯达黎加的铁路运输主要由国家管理机构Incofer（Instituto Costarricense de Ferrocarriles）負責。Incofer拥有国家铁路基础设施，经营絕大多數货运和客运服务（主要為通过人口稠密的中央谷地的通勤列车）。整个Incofer路網为1,067毫米（3英尺6英寸） 窄軌軌距。也有其他軌距的觀光鐵路。    
OECD在2016年8月的一份报告指出哥斯大黎加鐵路：“公路網龐大，但品質不良，鐵路維護不佳，在1990年代停止營運後，緩慢恢复中...國內运输过分依赖私人公路车辆，因为公共运输系统，特别是铁路系统不敷需求。” 

## 历史
1871年，在加勒比海岸，从阿拉胡埃拉（Alajuela）經由聖荷西到利蒙港（Puerto Limón）的铁路开工。该計畫由托马斯·瓜迪亚·古铁雷斯（Tomás Guardia Gutiérrez）将军政府提出，并于1868年由英国土木工程师Edmund Wragge进行探勘。从阿拉胡埃拉到圣荷西的铁路在1873年初建成，之后延伸到卡塔戈。材料和设备由牛车从蓬塔雷纳斯（Puntarenas）运到阿拉胡埃拉。由于资金短缺和自然障碍（特别是在Río Sucio附近），其余路段的建设延遲了，整条路线直到1890年12月7日才能營運。 
1897年签订了太平洋铁路（Pacific Railroad）建设合約，但再次面临自然，财政和政治困难。太平洋铁路于1910年7月23日正式開通，当时宾夕法尼亚州建造的第一台蒸汽机车Maria Cecilia號（以前总统拉斐尔·伊格莱西亚斯（Rafael Iglesias）的孙女的名字命名），牽引客貨混合列車，从蓬塔雷纳斯開往圣何塞。 
1910年開始營運的大陸橫貫鐵路，从利蒙到蓬塔雷纳斯，是连接该国各个肥沃地区以及连接尼加拉瓜和巴拿马铁路的中心。 这条路线沿着大西洋海岸一直到馬蒂納的小港口，然后折向内陆到达雷文塔松和（Reventazón River） 。接著路線分支而穿越北部山脉，一條支線在伊拉蘇（Irazú）以北，另條支線横穿歐丘莫哥山隘（Ochomogo Pass）。兩線在圣荷西（San José）會合。铁路继续驶至阿拉胡埃拉 Alajuela）、太平洋岸的小港口蒂维夫斯（Tivives），以及蓬塔雷纳斯（Puntarenas）。 该铁路由国家和哥斯达黎加铁路公司共同拥有，后者根據1904年的規劃，經过大西洋沿岸的香蕉地区建立多条支线。 
1926年决定进行电气化，第一列电力火车于1930年4月8日从圣荷西开往蓬塔雷纳斯。 
哥斯达黎加的铁路网在1991年的地震中遭到破坏并于1995年暂停營運。 自2000年以来，Incofer努力重新开始和普及铁路运输。 
雖然鐵路系統曾經穿越中央山谷，連接加勒比海海岸的港口利蒙和摩因，与太平洋海岸的卡德拉，沿途經過哥斯大黎加最大的城市，但由于金融危机，鐵路系統在20世纪末失修了。哥斯达黎加总统若泽·玛丽亚·菲格雷斯（JoséMaríaFigueres ）下令停止Incofer的營運，只留下少数人保留铁路资产。 
但是，其營運並未完全停止，在路網的某些部分偶尔有貨運和維修列車。但其他部分基本上被废弃，直到2005年，在帕瓦斯郊区，西至圣荷西，東至圣佩德罗，之间重啟客運服務。随着从西班牙进口的二手柴聯車與軌道的修復，服务量大為提升。 截至2014年5月，大部分铁路服務仍在中央山谷区，包括圣荷西郊区的帕瓦斯，库里达巴特和贝伦之间，以及圣何塞与埃雷迪亚和卡塔戈之间的客运服务。其他地方的路線也修復中以扩展服务。 
2011年前火车（尤其是货运火车，以及私人營運的觀光火车）營運於聖荷西與卡德拉（Caldera）港之间，後來由于興建哥斯達黎加27号國道，路線的一小段遭到破坏。 这引发了Incofer与公路开发商Autopistas del Sol之间的爭執；Incofer方面指出，尽管技术上能够在受损路線上运行火车，但这样做很危险。 不幸的是，由於缺少正常營運，這段路線的铁轨被盗。 
哥斯达黎加的國外遊客可能會認為鐵路運輸與其他運輸相比較為不足，因為目前僅有基本的通勤服务。 

## 郊区铁路
截至2013年, Incofer運行下列郊區之通勤列車。
- 从圣荷西到库里达巴特 ，途经圣佩德罗 （東方 4 km（2.5 mi） ），向西則是到貝倫（Belen） （ 12 km（7.5 mi）。
- 往埃雷迪亚和卡塔戈的列車
- 从阿拉湖埃拉经由埃雷迪亞到聖荷西Atlantico站。

### 电氣化旅客线
在電氣化旅客線的計畫中，從第“零阶段”开始，先使用新的高效率的柴油列车。这八組新車是由中國的中车青岛四方公司的，其空間較大，座位沿車體墙壁排列。 
有了新的列車，服務可能扩展并到帕拉伊索 ，卡塔戈（Cartago）和阿拉胡埃拉的San Rafael。 

## 货运
- 货运列車：圣荷西至卡爾德拉（Incofer）
- 从利蒙港到福尔图纳再到瓜皮雷斯的货运火车，主要用于香蕉运输。从2007年开始，增加運輸钢材和建筑材料。

## 私人铁路

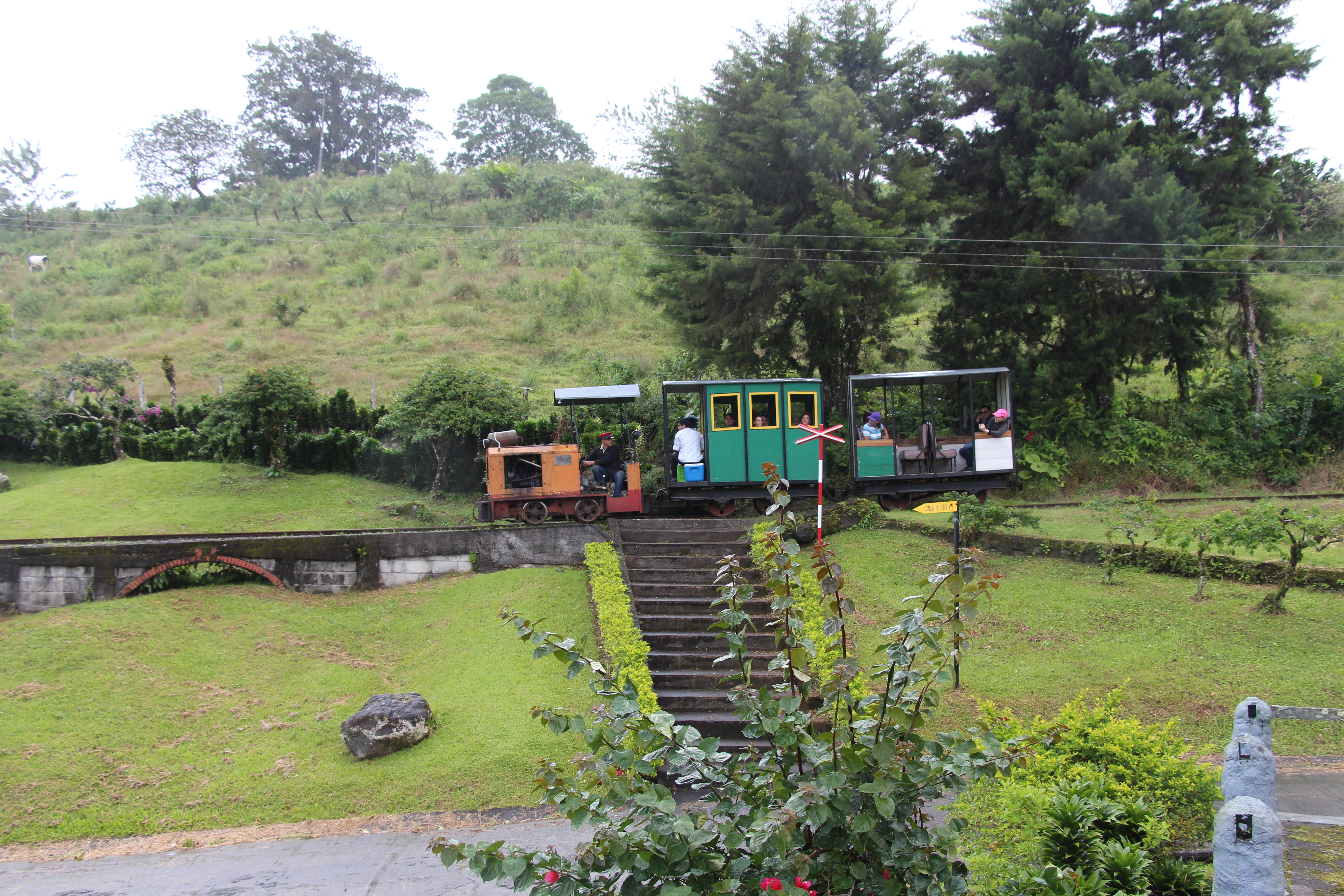
阿雷納爾旅遊列車

有一些小型的私人铁路。 

### 瑞士铁路（Swiss Railroad）
在蒂拉兰（瓜纳卡斯特省）的新阿雷纳尔（Nuevo Arenal）的洛斯海罗斯酒店（ Hotel Los Héroes ），瑞士酒店经营者为其景觀餐厅Pequeña Helvecia（小瑞士）修建了一条山间铁路。所使用的車輛最初是由来自上舍索的瑞士農場主人使用的，他建造了600毫米（1英尺11+5⁄8英寸）的鐵路，但从未获得營運許可。酒店经营者于1999年购买了该酒店，并于2000年以“ Tren Turistico Arenal”的名称作为觀光景點而營運。到2004年，路線長3.5公里，有兩條隧道，爬升200公尺。      

### 卡斯蒂略乡村俱乐部（Castillo Country Club）
建于1970年代，是一条1.2公里的小型环形铁路，配有柴油機車和三辆客車，用于俱乐部内的家庭娱乐。它是由以前在通往太平洋的铁路上工作的工程师建造的。